# George Motoi
George Motoi (n. 22 ianuarie 1936, Kardam, România – d. 4 martie 2015, București, România) a fost un actor și regizor român de teatru.

## Biografie
A urmat cursurile școlii primare în comuna Dudești, jud. Brăila, unde s-au stabilit părinții după anul 1940. Între anii 1950-1954 a urmat studiile medii la Grupul școlar agricol din Brăila și Școala Populară de Artă din același oraș, proaspăt înființată la Brăila, spre dezamăgirea tatălui său care-l dorea medic veterinar sau, și mai bine, ofiter-medic veterinar. În anul 1954 a intrat la Institutul de Artă Teatrală și Cinematografică din București, la clasa prof. Irina Răchițeanu, pe care l-a absolvit în 1958. Examenul de diplomă l-a susținut cu rolul Astrov din piesa Unchiul Vania.
După absolvire a fost repartizat la Piatra Neamț (împreună cu colegii de promoție) unde a și debutat scenic cu rolul Marcov din Poveste de iubire de Simonov, în regia lui Cristian Munteanu. Împreună cu colegii de promoție au pus bazele unui nou teatru (Teatrul Tineretului de azi). În 1960, Teatrul din Bacău l-a împrumutat pentru rolul titular din Don Carlos de Schiller, sub regia artistului emerit Ion Olteanu. A rămasla Bacău până în 1964 și a jucat numai roluri principale de largă diversitate, fiind remarcat în turneele din capitală ca unul dintre cei mai buni interpreți români ai Bufonului din A douăsprezecea noapte de Shakespeare (sub bagheta regizorală a reputatului Vlad Mugur). În 1964 a avut de ales între Teatrul „Giulești” din București și Teatrul Național din Cluj, dar Vlad Mugur, preluând pe atunci (1964) direcția Teatrului Național din Cluj, l-a convins să aleagă Clujul. A interpretat rolul lui Caligula din piesa cu același nume de Albert Camus, rol care l-a consacrat definitiv ca actor. În același rol l-a remarcat și Radu Beligan ceea ce i-a adus invitația de a veni la Naționalul bucureștean. A onorat invitația nu numai pentru că, după o vacanță, Vlad Mugur a rămas definitiv în Occident, lăsându-l la jumătatea drumului cu un Hamlet de zile mari, ci și pentru că solicitările de la București ale Cinematografiei și Televiziunii îi sacrificau nopțile pe trenuri și avioane.
A debutat cinematografic, în 1962, cu un rol episodic în pelicula Lupeni '29. În film, a colaborat constant cu Malvina Urșianu.
A publicat în 1989 prima ediție a volumului Sub masca actorului, la Editura Eminescu, iar în 2006 ce-a de-a II-a ediție, revăzută și adăugită, la Editura Orion. În anul 2011 a publicat la Editura Coresi, Noi versiuni scenice după vechi piese de teatru – vol. I (dramaturgie națională) și vol. II (dramaturgie universală). În 2021, la Editura TracusArte, i-a apărut volumul de eseuri teatrale intitulat Rendez-vous-urile teatrului cu viața.
Actorul a fost căsătorit peste 20 de ani cu actrița Cezara Dafinescu, cu care a avut o fiică. George Motoi s-a recăsătorit cu actrița Gigliola Brăileanu.
A fost înmormântat la Cimitirul Sf. Vineri din București.

## Teatre în care a activat
1958-1960  –  la Piatra Neamț;
1960-1964  –  la Bacău;
1964-1970  –  la Teatrul Național Cluj
1970–prezent – actor al Teatrului Național “I.L.Caragiale” din București
1991–1995  –  Director al Teatrului “Maria Filotti” din Brăila, prin cumul de funcție, neîntrerupându-și activitatea de actor și regizor la Teatrul Național din București

## Activitate artistică
La Piatra Neamț:
- 1958 – rol Marcov “Poveste de iubire” de Simonov, r. Cristian Munteanu

La Bacău:
- Don Carlos în „Don Carlos” de F.Schiller, r. Ion Olteanu
- Trigorin, “Pescărușul” de Cehov, r. Gh. Jora
- Bufonul în „A douăsprezecea noapte” de W.Shakespeare, r. V. Mugur

La Cluj:
- Caligula în „Caligula” de A.Camus, r.Vlad Mugur
- Oberon, “Visul unei nopți de vară” de Shakespeare, r. V. Mugur
- Vlaicu, “Vlaicu Vodă” de Al. Davila, r. Val Mugur
- Hinkfus, “Astă seară se joacă fără piesă” de L. Pirandello, r. Paulo Magelli
- Jamie, “Lungul drum al zilei către noapte de O Neill, r. Crin Teodorescu
- Moebius, “Fizicienii” de Durrenmatt, r. V.T. Popa
- Joseph și Charles, “Școala Calomniei” de Sheridan, r. L. Giurchescu

La Teatrul Național “I.L.Caragiale”:
- 1972   Anton Suditu/Ovidiu Petrescu, “Un fluture pe lampă” de Paul Everac, r. Horea Popescu
- 1972   Damian Sticlaru, “Iadul și pasărea” de Ion Omescu, r. Alex.Finți
- 1973   Boris, “Furtuna” de A.N.Ostrovski, r. George Teodorescu
- 1973   Ion Ionescu Novus, “Gimnastică sentimentală” de V. Voiculescu, r. N.Al.Toscani
- 1973   Valeriu, “Simfonia patetică” de Aurel Baranga, r. A. Baranga
- 1973   Iordache Olimpiotul, “Zodia Taurului” de Mihnea Gheorghiu, r. M. Berechet
- 1974   Herault de Sechelles, “Danton” de Camil Petrescu, r. Horea Popescu (*
- 1976   Clarence, “Richard al III-lea” de Shakespeare, r. Horea Popescu (*
- 1977   Adam, “Cine a fost Adam?” de Leonida Teodorescu, r. Cristian Munteanu
- 1978   Turgheniev, “Elegie” de P.Pavlovski, r. Mihai Berechet
- 1979   Pictorul, “A treia țeapă” de Marin Sorescu, r.Sanda Manu
- 1981   Temnicerul , “Cheile orașului Breda” de Ștefan Berceanu, r. Sanda Manu
- 1982   Vlaicu Vodă, “Vlaicu Vodă” de Al. Davila, r.M. Berechet
- 1983    Alex Lăpușneanu, “Despot Vodă” de V. Alecsandri, r.Anca Ovanez Doroșenco
- 1983   Dale Harding, “Zbor deasupra unui cuib de cuci” de Dale Wasserman, r. H. Popescu (*
- 1984   Brenner, “Papa Dolar” de Andor Gabor, r. Mihai Berechet
- 1985   Finch Mc Comas, “Nu se știe niciodată” de G.B.Shaw, r. M. Berechet
- 1986   Praida, “Jocul ielelor” de Camil Petrescu, r. Sanda Manu
- 1989   Anton, “Cineva te iubește” de Alex Stein, r. George Motoi
- 1989   Neagota, “Moștenirea” de Titus Popovici, r. M.Manolescu, H.Popescu
- 1990   Guvernatorul  Filip, “Cine are nevoie de teatru” deT. Wertenbaker, r. Andrei Șerban
- 1991   Vantu, “Morișca” de Ion Luca, r. G. Motoi
- 1991   Ion Dragoș, “Avram Iancu” de L.Blaga, r. H. Popescu
- 1998   Severino, „Numele trandafirului”, după Umberto Eco  , regia Grigore Gonța
- Bănescu, „Generația de sacrificiu” de I.Valjan, regia Dinu Cernescu
- 2000   Duncan,   „Macbett” de E.Ionescu, regia Beatrice  Bleonț
- 2002   Eminescu, „Dulcea mea doamnă, Eminul meu iubit”, adaptare și regia George Motoi
- Spectacol lectură: “Dialog nocturn despre o piesă nescrisă” de Doru Moțoc, - rolul Richard Cobden și  regia (29 noiembrie 2002, - 150 de ani de la moartea lui Nicolae Bălcescu)
- 2003    Ștefan, „Noiembrie” de Ana Maria Bamberger, regia Alice Barb
- Solionîi, „Mașinăria Cehov” de Matei Vișniec, regia Cristian Ioan
- 2004    Maximilian, “Coada” de Paul Everac, regia Paul Everac

Teatru de televiziune:
- Mircea - „Gaițele”, de Al. Kirițescu
- Robert -„Dincolo de zare” de O’Neill
- Bastardul - „Regele Ioan” de Shakespeare
- Ștefăniță Vodă din serialul „Mușatinii”, după Delavrancea
- Vlaicu Vodă -„Vlaicu Vodă” de Al. Davila
- Ovidiu Petrescu -„Un fluture pe lampă” de P.Everac
- Nicorescu Uleia – în serialul “Amantul Marii Doamne Dracula”, după romanul cu același nume de Fănuș Neagu

## Regie de teatru
- Debut:  Casa cu două intrări de Calderon de la Barca  (la Cluj)
- Lada de I.Sava  (la Cluj)
- Doi pe un balansoar de Gibson (la Petroșani)
- Ultimul set de M.Beligan (la Teatrul Național din București)
- Morișca de I.Luca (la Teatrul Național din București)
- Paiața sosește la timp de F.Neagu (la Teatrul Național din București)
- Vlaicu Vodă de A.Davila (la Teatrul „Maria Filotti” din Brăila)
- Cineva te iubește de Al.Stein (la Teatrul „Maria Filotti” din Brăila)
- Pălăriile doamnei Olga de T.Popescu (la Teatrul „Maria Filotti” din Brăila)
- Noaptea Brâncoveanului, de T.Constantin (la Teatrul „Maria Filotti” din Brăila)
- Gaițele, de Kirițescu (la Teatrul „Maria Filotti” din Brăila)
- Profesorul de franceză, de T.Mușatescu (la Teatrul „Maria Filotti” din Brăila)
- Ultima oră de M.Sebastian (la Teatrul „Maria Filotti” din Brăila)
- Pușlamaua de Pierre Chesnot (Teatrul Dramatic din Galați)
- Steaua fără nume de Mihail Sebastian, Teatrul Dramatic din Galați, premiera iunie 2003

## Roluri în film
- Lupeni ’29, r. M. Drăgan
- Lumină de iulie (1963)
- Sentința, r. Ferenc Kosa
- Decolarea, r. Timotei Ursu
- Balul de sîmbătă seara (1968)
- Tinerețe fără bătrînețe (1969)
- Serata (1971)
- Explozia (1972)
- 7 zile (1973)
- Trecătoarele iubiri (1974)
- Întoarcerea lui Magellan (1974)
- Frații Jderi (1974)

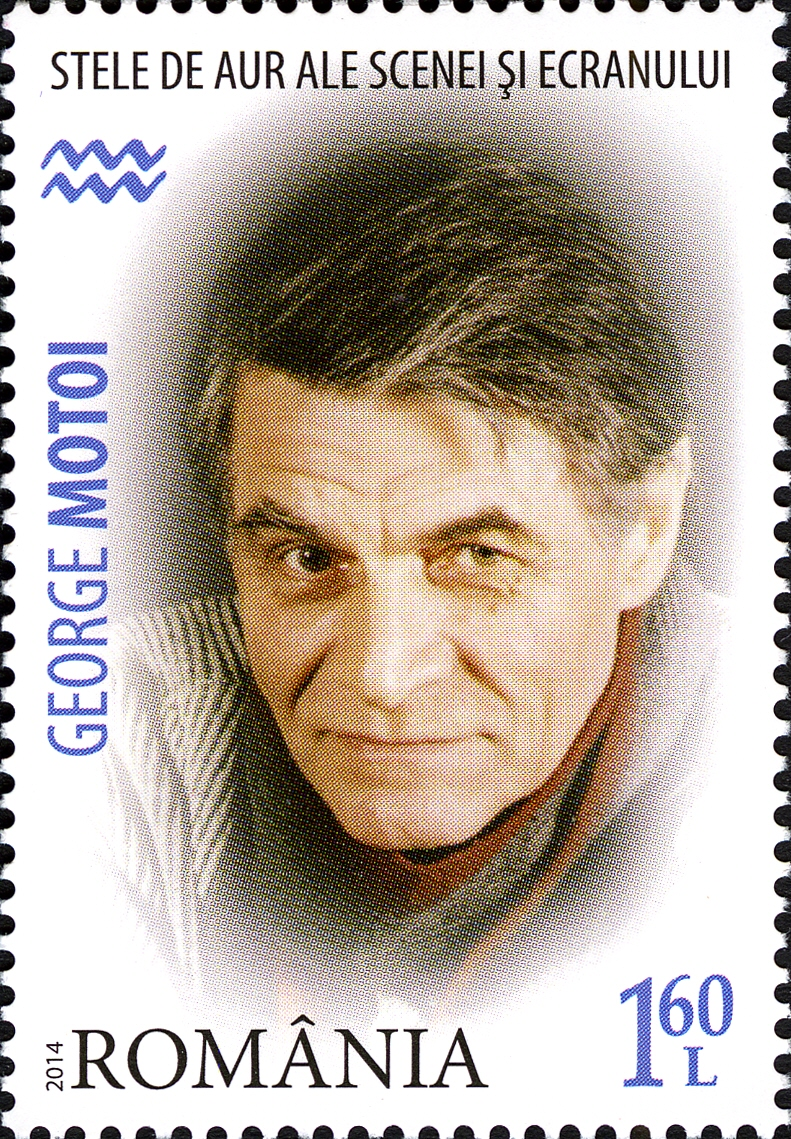
George Motoi

- Ștefan cel Mare - Vaslui 1475 (1975)
- Pe aici nu se trece (1975)
- Hyperion (1975)
- Un august în flăcări, r. Dan Pița,Al.Tatos
- Un zâmbet pentru mai târziu, r. Alex. Boiangiu
- Instanța amînă pronunțarea (1976)
- Buzduganul cu trei peceți (1977)
- Marele singuratic (1977)
- Pentru patrie (1978)
- Întoarcerea lui Vodă Lăpușneanu (1980)
- Rețeaua S (1980)
- Al treilea salt mortal (1980)
- Ancheta (1980)
- Lumini și umbre, serial TV (1979-1982), regia: A.Blaier, M.Constantinescu, M.Mureșan
- Liniștea din adîncuri (1982)
- Omul și umbra, r. Iulian Mihu
- Calculatorul mărturisește (1982)
- Trandafirul galben (1982)
- Miezul fierbinte al pâinii, r. Al. Croitoru
- Misterele Bucureștilor (1983)
- Adela (1985)
- Masca de argint (1985)
- Colierul de turcoaze (1986)
- Furtună în Pacific (1986)
- Anotimpul iubirii (1987)
- Totul se plătește (1987)
- Păstrează-mă doar pentru tine, r. V. Calotescu
- Telefonul (1992)
- Atac în bibliotecă (1993)
- Chira Chiralina, r. Gyula Maar
- Terente, regele bălților (1995)
- State de România (serial TV) (2009 - 2010)
- Iubire și onoare (2010 - 2011)

## Premii și distincții
- Premiul Festivalului Național de Teatru pentru rolul Victor din „Pisica în noaptea Anului Nou”, de D.R .Popescu, regia Vlad Mugur (Teatrul Național din Cluj), 1971[2]
- Premiul ACIN pentru interpretare masculină – rolul Andrei din „Trecătoarele iubiri”, de M. Urșianu
- Marele premiu al Festivalului de la San Remo pentru filmul „Adela”, după G.Ibrăileanu, regia M. Veroiu
- Diploma “Artist de Onoare al Filmului Românesc”, 2001
- Premiul de Excelență acordat de Centrul Național al Cinematografiei pentru contribuția deosebită adusă la afirmarea filmului românesc, 13 mai 2002
- Cetățean de onoare al Municipiului Brăila, decembrie 2002[3]
- Cetățean de onoare al Municipiului Galați, 2011
- Premiul pentru întreaga activitate din partea Festivalului Internațional de Film Transilvania – TIFF, iunie 2011

### Decorații
- 1960–1998 mai multe medalii și Ordine (Medalia Muncii, Medalia “Meritul Cultural”), Ordinul “Meritul Cultural cls.IV și Ordinul “Meritul Cultural” cls. a III-a)
- Medalia Meritul Cultural clasa I (6 noiembrie 1967) „pentru merite în domeniul artei dramatice”[5]
- Ordinul Meritul Cultural în grad de Cavaler, Categoria D – „Arta Spectacolului” (13 mai 2004), „în semn de apreciere a întregii activități și pentru dăruirea și talentul interpretativ pus în slujba artei scenice și a spectacolului”[6]